# Левицький Максим Анатолійович
Максим Анатолійович Левицький (нар. 26 листопада 1972, Шахти, Ростовська область, СРСР) — колишній український футболіст, воротар, відомий виступами за сімферопольську «Таврію», низку російських клубів, а також національну збірну України.

## Клубна кар'єра
Професійну футбольну кар'єру розпочав влітку 1992 року у складі сімферопольської «Таврії», вже з початку сезону 1994-95 став основним воротарем кримської команди. На початку 1999 року втратив місце в основі і влітку того ж року переїхав до Росії, уклавши контракт з новоросійським «Чорноморцем».
2000 року гравець, який встиг добре проявити себе в російському чемпіонаті, привернув увагу представників французького клубу «Сент-Етьєн» і перебрався до Франції. Трансферна сума склала 1 млн доларів США, контракт був розрахований на чотири роки. Левицький швидко став основним голкіпером «Сент-Етьєна», однак вже за півроку був змушений залишити Францію через паспортний скандал: керівництво клубу забезпечило гравців-іноземців фіктивними грецькими паспортами, аби вони не підпадали під ліміт легіонерів із країн, що не є членами ЄС. Аферу досить швидко розкрили і на працевлаштуванні в Європі футболістів, які в ній фігурували, «поставили хрест».
Повернувшись до Росії, Левицький отримав запрошення від московського «Спартака», у якому вдало провів сезон 2001 року, допомігши «червоно-білим» здобути черговий чемпіонський титул. Результати команди наступного сезону були скромнішими (третє місце), а ще за рік гравець перейшов до вже знайомого йому новоросійського «Чорноморця».
Згодом захищав ворота ще низки російських клубів, останнім з яких стала команда однієї з нижчих російських ліг «Торпедо-ЗІЛ», виступами за яку гравець і завершив професійну кар'єру у 2009 році.
Має посвідку на проживання в Україні.

## Виступи за збірні
31 травня 2000 року дебютував у складі національної збірної України, вийшовши на заміну наприкінці товариської зустрічі проти збірної Англії. Усього взяв участь у 8 матчах української збірної, більшість з яких відбулися у 2001 році.
Найважливішими іграми кар'єри у збірній було двоматчеве протистояння в рамках плей-оф кваліфікаційного раунду чемпіонату світу 2002 року, за результатами якого українці із загальним рахунком 2:5 поступилися збірній Німеччини.

## Досягнення та нагороди

### Командні
- Чемпіон Росії: 2001

### Особисті
- Включений до переліку «33 найкращі футболісти України» (2): 2000, 2001
- Включений до переліку «33 найкращі футболісти чемпіонату Росії»: 2001
- Член Клубу Євгена Рудакова: 102 матчі на «0».

## Статистика

### Матчі у складі збірної України
| Дата       | Місто     | Господарі | Результат  | Гості     | Турнір            | Голи | Примітки         |
| ---------- | --------- | --------- | ---------- | --------- | ----------------- | ---- | ---------------- |
| 31/05/2000 | Лондон    | Англія    | 2 – 0      | Україна   | товариський матч  | 0    | Вийшов на 85'    |
| 26/02/2001 | Нікосія   | Румунія   | 1 – 0 д.ч. | Україна   | товариський матч  | -1   | Вийшов на 74'    |
| 28/02/2001 | Ларнака   | Кіпр      | 4 – 3 д.ч. | Україна   | товариський матч  | -4   |                  |
| 06/06/2001 | Київ      | Україна   | 1 – 1      | Уельс     | Відбір до ЧС 2002 | 0    | Вийшов на 85'    |
| 15/08/2001 | Рига      | Латвія    | 0 – 1      | Україна   | товариський матч  | 0    | Замінений на 46' |
| 10/11/2001 | Київ      | Україна   | 1 – 1      | Німеччина | Відбір до ЧС 2002 | -1   |                  |
| 14/11/2001 | Дортмунд  | Німеччина | 4 – 1      | Україна   | Відбір до ЧС 2002 | -4   |                  |
| 27/03/2002 | Констанца | Румунія   | 4 – 1      | Україна   | товариський матч  | 0    | Вийшов на 46'    |
| Усього     |           | Матчів    | 8          |           | Голів             | -10  |                  |